# 치킨대학교
치킨대학교(Ckicken University) 2000년 제너시스 BBQ치킨이 설립한 연구개발 센터 겸 치킨 외식 사업가 양성 교육 시설로 이름은 대학이지만 사실은 연수원이다. 경기도 이천시 마장면에 위치하고 있다. 
일반인 예비창업자를 대상으로 창업아카데미를 꾸준히 개최하고 있으며, 퇴직자를 위한 재취업 교육 등 대상별 다양한 커리큘럼을 개발해 교육을 진행하고 있다. 따라서 외식업에 관심있는 사람이면 누구나 교육을 받을 수 있다. 하지만 비용은 상당히 많이 드는 편이다. 2008년부터 일반인들을 대상으로한 치킨캠프를 운영하고 있다.

## 같이 보기
- 햄버거대학